# Team Europcar/Saison 2011
Dieser Artikel listet Erfolge und Mannschaft des Radsportteams Team Europcar in der Saison 2011 auf.

Das Team-Trikot der Saison 2011

## Erfolge in der UCI World Tour
| Datum    | Rennen                          | Fahrer          |
| -------- | ------------------------------- | --------------- |
| 9. März  | 4. Etappe Paris-Nizza           | Thomas Voeckler |
| 13. März | 8. Etappe Paris-Nizza           | Thomas Voeckler |
| 10. Juni | 5. Etappe Critérium du Dauphiné | Christophe Kern |
| 22. Juli | 19. Etappe Tour de France       | Pierre Rolland  |

## Erfolge in der UCI Africa Tour
| Datum          | Rennen                                          | Kat. | Fahrer           |
| -------------- | ----------------------------------------------- | ---- | ---------------- |
| 26. Januar     | 2. Etappe La Tropicale Amissa Bongo Ondimba     | 2.1  | Yohann Gène      |
| 29. Januar     | 5. Etappe La Tropicale Amissa Bongo Ondimba     | 2.1  | Yohann Gène      |
| 25.–30. Januar | Gesamtwertung La Tropicale Amissa Bongo Ondimba | 2.1  | Anthony Charteau |
| 22. Februar    | 3. Etappe Tour of South Africa                  | 2.2  | Yohann Gène      |

## Erfolge in der UCI Europe Tour
| Datum           | Rennen                                  | Kat. | Fahrer           |
| --------------- | --------------------------------------- | ---- | ---------------- |
| 6. Februar      | 5. Etappe Étoile de Bessèges            | 2.1  | Saïd Haddou      |
| 9. Februar      | 1. Etappe Tour Méditerranéen            | 1.1  | Thomas Voeckler  |
| 19.–20. Februar | Gesamtwertung Tour du Haut-Var          | 2.1  | Thomas Voeckler  |
| 20. März        | Grand Prix Cholet-Pays de la Loire      | 1.1  | Thomas Voeckler  |
| 20. März        | La Roue Tourangelle                     | 1.2  | David Veilleux   |
| 17. April       | Tro-Bro Léon                            | 1.1  | Vincent Jérôme   |
| 20. April       | 2. Etappe Giro del Trentino             | 2.HC | Thomas Voeckler  |
| 7. Mai          | 4. Etappe Quatre Jours de Dunkerque     | 2.HC | Thomas Voeckler  |
| 4.–8. Mai       | Gesamtwertung Quatre Jours de Dunkerque | 2.HC | Thomas Voeckler  |
| 16. Juni        | Prolog Boucles de la Mayenne            | 2.2  | Sébastien Turgot |
| 17. Juni        | 2. Etappe Route du Sud                  | 2.1  | Anthony Charteau |
| 23. Juni        | Französische Meisterschaft – Zeitfahren | CN   | Christophe Kern  |

## Erfolge im Cyclocross 2010/2011
| Datum       | Rennen                                                 | Fahrer        |
| ----------- | ------------------------------------------------------ | ------------- |
| 24. Oktober | Grand Prix de la Commune de Contern, Contern           | Steve Chainel |
| 31. Oktober | Challenge la France Cycliste de Cyclo-Cross 1, Saverne | Steve Chainel |

## Abgänge – Zugänge
| Zugänge            | Team 2010                   | Abgänge          | Team 2011                   |
| ------------------ | --------------------------- | ---------------- | --------------------------- |
| Sébastien Chavanel | Française des Jeux          | Johann Tschopp   | BMC Racing Team             |
| Christophe Kern    | Cofidis, le Crédit en Ligne | Juri Trofimow    | Katusha Team                |
| David Veilleux     | Kelly Benefit Strategies    | Nicolas Vogondy  | Cofidis, le Crédit en Ligne |
| Tony Hurel         | Neoprofi                    | William Bonnet   | FDJ                         |
| Kévin Réza         | Neoprofi                    | Steve Chainel    | FDJ                         |
|                    |                             | Pierrick Fédrigo | FDJ                         |
|                    |                             | Matthieu Sprick  | Skil-Shimano                |
|                    |                             | Freddy Bichot    | Véranda Rideau Sarthe       |
|                    |                             | Laurent Lefèvre  | Karriereende                |

## Mannschaft
| Name                | Geburtstag         | Nationalität |              |
| ------------------- | ------------------ | ------------ | ------------ |
| Yukiya Arashiro     | 22. September 1984 | Japan        |              |
| Giovanni Bernaudeau | 25. August 1983    | Frankreich   |              |
| Franck Bouyer       | 17. März 1974      | Frankreich   |              |
| Anthony Charteau    | 4. Juni 1979       | Frankreich   |              |
| Sébastien Chavanel  | 21. März 1981      | Frankreich   |              |
| Mathieu Claude      | 17. März 1983      | Frankreich   |              |
| Jérôme Cousin       | 5. Juni 1989       | Frankreich   |              |
| Damien Gaudin       | 20. August 1986    | Frankreich   |              |
| Cyril Gautier       | 26. September 1987 | Frankreich   |              |
| Yohann Gène         | 25. Juni 1981      | Frankreich   |              |
| Saïd Haddou         | 23. November 1982  | Frankreich   |              |
| Tony Hurel          | 1. November 1987   | Frankreich   |              |
| Vincent Jérôme      | 26. November 1984  | Frankreich   |              |
| Christophe Kern     | 18. Januar 1981    | Frankreich   |              |
| Guillaume Le Floch  | 16. Februar 1985   | Frankreich   |              |
| Alexandre Pichot    | 6. Januar 1983     | Frankreich   |              |
| Perrig Quemeneur    | 26. April 1984     | Frankreich   |              |
| Kévin Réza          | 18. Mai 1988       | Frankreich   |              |
| Pierre Rolland      | 10. Oktober 1986   | Frankreich   |              |
| Sébastien Turgot    | 11. April 1984     | Frankreich   |              |
| David Veilleux      | 26. November 1987  | Kanada       |              |
| Thomas Voeckler     | 22. Juni 1979      | Frankreich   |              |
| Stagiaires          | Stagiaires         | Nationalität | Nationalität |
| Morgan Lamoisson    | Morgan Lamoisson   | Frankreich   |              |
| Yann Moritz         | Yann Moritz        | Frankreich   |              |
| Bryan Naulleau      | Bryan Naulleau     | Frankreich   |              |

## Platzierungen in UCI-Ranglisten
UCI Africa Tour 2011
|      | Fahrer              | Punkte |
| ---- | ------------------- | ------ |
| 8.   | Anthony Charteau    | 112    |
| 25.  | Yohann Gène         | 51     |
| 96.  | Perrig Quemeneur    | 12     |
| 104. | Giovanni Bernaudeau | 11     |
| 154. | Mathieu Claude      | 6      |
| 157. | Kévin Réza          | 5      |

UCI America Tour 2011
|      | Fahrer         | Punkte |
| ---- | -------------- | ------ |
| 383. | David Veilleux | 2      |

UCI Asia Tour 2011
|      | Fahrer           | Punkte |
| ---- | ---------------- | ------ |
| 7.   | Yukiya Arashiro  | 172    |
| 170. | Perrig Quemeneur | 14     |
| 272. | Pierre Rolland   | 6      |

UCI Europe Tour 2011
|       | Fahrer              | Punkte |
| ----- | ------------------- | ------ |
| 5.    | Thomas Voeckler     | 518    |
| 97.   | Sébastien Chavanel  | 129    |
| 127.  | Cyril Gautier       | 108    |
| 169.  | Vincent Jérôme      | 90     |
| 174.  | Pierre Rolland      | 89     |
| 179.  | Anthony Charteau    | 88     |
| 232.  | Damien Gaudin       | 67     |
| 236.  | Sébastien Turgot    | 66     |
| 296.  | Saïd Haddou         | 54     |
| 325.  | David Veilleux      | 48     |
| 413.  | Yukiya Arashiro     | 39     |
| 427.  | Perrig Quemeneur    | 37     |
| 587.  | Jérôme Cousin       | 22     |
| 616.  | Christophe Kern     | 20     |
| 752.  | Yohann Gène         | 12     |
| 805.  | Alexandre Pichot    | 11     |
| 805.  | Tony Hurel          | 11     |
| 820.  | Giovanni Bernaudeau | 10     |
| 820.  | Guillaume Le Floch  | 10     |
| 987.  | Franck Bouyer       | 6      |
| 987.  | Mathieu Claude      | 6      |
| 1064. | Kévin Réza          | 5      |